# Bilohorivka
Bilohorivka (en ukrainien : Білогорівка) ou Belogorovka (en russe : Белогоровка) est une commune urbaine de l'oblast de Louhansk, en Ukraine. Sa population s'élevait à 808 habitants au 1er janvier 2022. Elle est revendiquée par la Russie en tant que partie de la République populaire de Lougansk.

## Géographie
Bilohorivka est située sur la rive sud du Severski Donets, à 13,5 km à l'ouest de Lyssytchansk, à 88 km au nord-ouest de Louhansk et à 580 km à l'est-sud-est de Kyiv.
Bilohorivka forme administrativement une agglomération de commune avec les villages de Chypylivka (Шипилівка), Zolotarivka (Золотарівка) et Verkhniokamianka (Верхньокам'янка).

## Histoire
Le lieu est mentionné pour la première fois par écrit en 1720, sous le règne de Pierre le Grand, ce qui en fait l'un des plus anciens de l'oblast et aurait été fondé à la fin du XVIe siècle. On y fait venir à la fin du XVIIIe siècle des paysans du gouvernement de Tchernigov et d'ailleurs. Depuis 1958, il a le statut de commune urbaine.

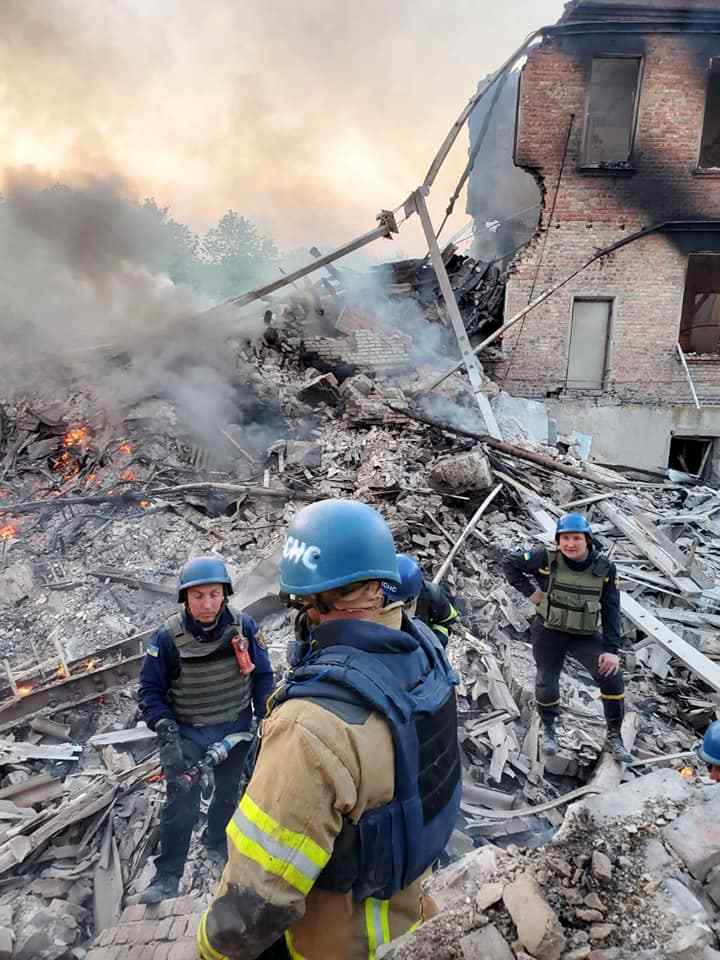
Après le bombardement de l'école, les secouristes, image gouvernementale.

Lors de l'invasion de l'Ukraine par la Russie en 2022, l'école du village, où environ 90 civils s'étaient réfugiés, est touchée par un raid aérien le 8 mai. 
En mai 2022, durant la bataille de Bilohorivka, 17e brigade blindée ukrainienne, détruit près d'un bataillon de troupes russes (dont plus de 50 véhicules) qui tentaient de traverser la rivière Donets,,.
La ville est le théâtre de combats majeurs lors de la bataille de Lyssytchansk ; les Russes proclament la prise de la ville le 3 juillet. 
La localité est reprise le 10 septembre par les Forces Armées Ukrainiennes lors de la contre-offensive dans l'Est de l'Ukraine. Elle constitue alors l'une des rares zones de l'oblast de Louhansk sous contrôle ukrainien.
Le 2 février 2023, les autorités pro-russes de Louhansk revendiquent la prise du village par les forces russes. Le 5 février, le gouverneur de l'oblast de Louhansk Serhiy Haidai dément la capture du village.
Le 23 février 2025, Bilohorivka est repris par l'armée russe d'après l'Institute for the Study of War.

## Population
| 1959  | 1970  | 1979  | 1989  | 2001  |
| ----- | ----- | ----- | ----- | ----- |
| 2 996 | 1 500 | 1 429 | 1 347 | 1 186 |

| 2011 | 2014 | 2015 | 2016 | 2017 |
| ---- | ---- | ---- | ---- | ---- |
| 976  | 925  | 920  | 910  | 898  |

| 2018 | 2019 | 2020 | 2021 | 2022 |
| ---- | ---- | ---- | ---- | ---- |
| 869  | 852  | 837  | 828  | 808  |